# Lohe
För andra betydelser, se Lohe (olika betydelser).
Lohe är en svensk släkt ursprungligen från Tyskland, adlad 1703 under samma namn som nr 1389, utslocknad 1763.
Släkten härstammande från köpmannen och landrichtern Johan Lohe som dog som senast 1634 i Jever, Ostfriesland. Han var far till affärsmannen Henrik Lohe (1594–1666 eller 1667), som flyttade till Sverige under 1620-talet. Han var bland annat ägare av Åkers styckebruk. Henrik Lohes brorson Johan Lohe (1643–1704) fortsatte och utökade farbroderns verksamheter med stor framgång och han adlades för sina förtjänster 1703 med bibehållande av sitt namn, vilket därmed blev Johan von Lohe. Han gifte sig med Anna Blume, dotter till den förmögne Tobias Blume, direktör inom sockerindustrin. Anna och Johan Lohe fick tillsammans arton barn.
Den adliga släkten von Lohe utslocknade på svärdssidan 1763 med den yngste av Johan Lohes söner, kammarherre Conrad Anton von Lohe (1685–1763), som trots sina enorma förmögenheter mest blivit känd för sin girighet.
Lohesläkten lät uppföra ett eget gravkapell vid Fors kyrka i Eskilstuna där de flesta av dem ligger begravda.

## Loheskatten
Vid Johan Lohes änka Anna Blumes död 1731, skiftades arvet som värderades till över två miljoner daler kopparmynt. En av arvtagarna gömde av rädsla sin del av förmögenheten i deras hus på Lilla nygatan 5 i Stockholm. Man tror att detta skedde under 1740-talets första år då oroliga tider rådde i Sverige, med krig mot Ryssland (1741–1743) och det så kallade dalupproret 1743. Denna i senare tid mycket omtalade Loheskatten hittades 1937 av några arbetare under ett reparations- och ombyggnadsarbete i huset och finns idag att beskåda på Stockholms stadsmuseum och Myntkabinettet.

## Personer med efternamnet Lohe
- Anna Lohe (1654–1731), bruksägare, affärsidkare, änka efter Johan Lohe
- Christine Lohe (1942–2018), tysksvensk skulptör och tecknare
- Henrik Lohe (1594–1666), brukspatron, affärsman, borgare i Stockholm
- Johan Lohe (1643–1704), bruksherre och adelsman
- Herman Lohe (1967-) svensk konstnär